# Юкноом-Хут-Чан
Юкноом-Хут-…-Чан (д/н — 572) — ахав (цар) Кануля з бл. 561 до 572 року. Відомий під ім'ям Ут-Чаналь, що перекладається як «Небесний свідок». Можливо було власним іменем. Домігся перемоги над Мутульським царством.

## Життєпис
Про його батьків немає відомостей. Тривалий час частина дослідників ототожнювалася Ут-Чаналя з попередним ахавом, тривалий час якого позначали як Володар IV. Втім у 2017 році з'ясовано справжнє ім'я цього володаря — К'ахк’-Ті’-Ч'іч’-Ах-Моокіль. Останній ймовірно був батьком Ут-Чаналя.
Ут-Чаналь родовжив політику попередників щодо протистояння з Мутулєм. Зумів перетягнути на свій бік Яхав-Те'-К'ініча II, царя К'анту. Після атаки останнього з боку Вак-Чаналь-К'авііля, мутульського ахава, вирушив на допомогу військам К'анту. У день 9.6.8.4.2, 7 Ік '0 Сіп (1 травня 562 року) відбулася вирішальна битва з військами Вак-Чаналь-К'авііля, яким завдано нищівної поразки. При цьому захоплено ахава Мутуля, якого згодом було принесено у жертву. Ця війна призвела до зміни ситуації в Петені. В результаті гегемоном регіону стає Канульське царство.
У день 9.6.7.3.18, 7 Ецнаб 1 Сіп (2 травня 561 року) він санкціонував сходження на трон нового правителя царства Б'уук' — Сак-Віціль-Б'ааха. Водночас Ут-Чаналь здійснив спроби встановити контроль над усіма васалами Мутуля. Ахав Кануля згадується на монументі (дата його не встановлена) в північному місті Йо'окоп, розташованому в центральній частині сучасного штату Кінтана-Роо (Мексика), а також на стелі 3 з Поль-Боша.
Головною опорою на півдні після війни 562 року стало царство К'анту. На Стелі3 Ут-Чаналь згадується в зв'язку з подією в день 9.6.18.12.0, 8 Ахав 8 Моль (14 серпня 572 року). Його характер неясний, але, оскільки наступник Ут-Чаналя зайняв трон не пізніше ніж через рік, то, на думку дослідників, це могло бути повідомлення про смерть Ут-Чаналя.